# Treschtschotka

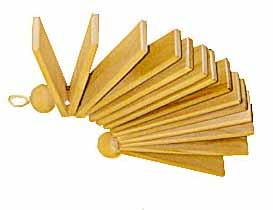
Treschtschotki

Treschtschotka, auch Treschtschotki (russisch Трещотка; Plural: Трещотки, wörtlich „Ratsche“, „Rassel“) ist eine zur Gruppe der Idiophone zählende Plattenklapper in Russland.

## Aufbau
Die Treschtschotka besteht aus 18–20 Holzplättchen, die jeweils 16–18 cm lang sind. Die meist aus Eichenholz angefertigten Plättchen haben an einem Ende eine kleine Bohrung. Dadurch können sie- ähnlich einer Kette- auf eine Schnur aufgezogen und zusammengebunden werden.

## Spieltechnik
Die Treschtschotka wird mit beiden Händen gehalten. Die Holzplättchen werden zusammengedrückt, sodass ein klappernder Klang entsteht.

## Herkunft und Funktion
Die genaue Herkunft ist unbekannt. Bei einer archäologischen Ausgrabung in Nowgorod (Russland) im Jahr 1992 sind mehrere Holzplättchen gefunden worden, die laut dem russischen Archäologen und Musikwissenschaftler Vladimir Povetkin Bestandteile einer Treschtschotka aus dem 12. Jahrhundert sein sollen. Es ist unklar, welchen Zweck Treschtschotkas ursprünglich erfüllten und ob sie schon immer als Musikinstrument im eigentlichen Sinne in Gebrauch waren. Einige Überlieferungen schreiben Treschtschotkas eine mystische Funktion zu und deuten darauf hin, dass sie vor allem bei den Hochzeitsritualen eingesetzt wurden, um die Frischvermählten vor bösen Geistern zu schützen. Dabei wurden sie mit bunten Bändern und Blumen geschmückt.
Noch heute wird in vielen Dörfern Russlands die Tradition des Treschtschotkaspielens sowie deren Herstellung gepflegt. Außerdem findet dieses Instrument Verwendung in den zahlreichen folkloristischen Gesangs- und Instrumentalensembles Russlands.